# Max Klein (Marineoffizier)
Max Klein (* 30. September 1892 in Stettin, † nach 1955) war ein deutscher Kapitän zur See der Reserve der Kriegsmarine. Klein war einer von 13 Offizieren, die den Dienstgrad eines Kapitäns zur See der Reserve in der Kriegsmarine erreichten.

## Leben
Max Klein trat am 1. April 1912 in die Kaiserliche Marine ein. Später war er bis August 1914 auf der Niobe und diente für zwei Monate als Wachoffizier auf dem kleinen Torpedoboot T 68 bei der neu aufgestellten Hafenflottille Jade-Weser. Anschließend diente er in gleicher Funktion bis Kriegsende auf V 29, V 30 und V 26. Am 25. Dezember 1917 wurde er Oberleutnant zur See. Bis Februar 1918 wurde er mit dem Eisernen Kreuz II. Klasse und dem Großherzoglich Oldenburgischen Friedrich-August-Kreuz II. Klasse ausgezeichnet.
Nach dem Krieg wurde er in die Reichsmarine übernommen und hier am 1. Mai 1922 Kapitänleutnant. Am 31. Dezember 1922 wurde er aus der Marine verabschiedet.
In der Kriegsmarine war er im August/September 1939 zur Verfügung des Befehlshaber der Sicherung der Ostsee gesetzt, wurde dann als Korvettenkapitän mit der Aufstellung Chef der 13. Minensuchflottille. Die Flottille war im April 1940 während des Unternehmens Weserübung für den Geleitschutz eingeteilt. Im Mai 1942 gab Klein das Kommando ab, wobei die Flottille im Dezember des gleichen Jahres aufgelöst wurde. Von März 1942 bis Mai 1942 war er, nun Fregattenkapitän, zeitgleich mit der Aufstellung der 5. Sicherungs-Division beauftragt, welche er an den Kapitän zur See Arnold Bentlage übergab. Am 30. April 1942 erhielt er das Deutsche Kreuz in Gold verliehen. Klein wurde Chef des Stabes des Befehlshabers der Sicherung der Nordsee und blieb dies bis April 1944. Am 1. März 1944 wurde er zum Kapitän zur See d. R. befördert. Mit der Aufstellung Ende April 1944 wurde er Kommandeur der 8. Sicherungs-Division. Bis Kriegsende blieb er in dieser Position. Am 2. Oktober 1945 wurde er aus der Kriegsgefangenschaft entlassen.
1955 veröffentlichte Klein die Geschichte der Crew 1912.